# SK Kotlářka, oddíl softballu a baseballu
SK Kotlářka, oddíl softballu a baseballu je pražský baseballový a softballový oddíl zaměřený především na výchovu mládeže. Oddíl má však i seniorský tým žen (softball) a od roku 2008 funguje i seniorský mužský baseballový tým. V roce 2015 tým získal hodně ceněný double. Jeho sportoviště se nacházejí na hanspaulské Kotlářce.

## Úspěchy
- Mistr ČR: 2015
- Vítěz baseballového poháru: 2015
- Mistr ČR Junioři: 1994, 1995
- Mistr ČR Kadeti: 1993, 2007, 2008, 2009
- Mistr ČR Mladší kadeti: 2007
- Mistr ČR v kategorii „třináctiletí“: 1997
- Mistr ČR Žáci: 1997, 2006
- Mistr Extraligy juniorů: 2015 - softball

## Historie
Historie oddílu sahá do roku 1980, kdy při VŠTJ Chemie Praha vzniklo žákovské softballové družstvo. Chemie jako vysokoškolský klub nemohla registrovat žáky, proto se hledala vhodná mládežnická TJ. Klub vznikl v roce 1982 po dohodě s Domem dětí a mládeže hl. m. Prahy jako TJ DDM Kotlářka. Od svého založení působí na Stadionu mládeže v Praze 6 - Dejvicích. Zakládajícími oddíly byly: atletika, softball, stolní tenis a orientační běh. V roce 1990 přešly chlapecké týmy ze softballu na baseball. Od roku 2008 působí mužský seniorský tým – nejprve v Českomoravské lize a od roku 2010 v nejvyšší české baseballové soutěži – Extralize. Softballový tým mužů se pravidelně účastní 2. ligy, s výjimkou roku 2015, kdy družstvo postoupilo do Extraligy, kde se mužům nepodařilo udržet a od sezony 2016 hraje opět 2. ligu.

## Týmy a soutěže
Softball:
- ženy - EXL, Pražský přebor
- muži - 2.ČSL, Pražský přebor, 2. třída
- žákyně - Pražský přebor

Baseball:
- muži - EXL
- junioři - ČML
- starší kadeti - Pražský přebor st. kadetů
- mladší kadeti - Pražský přebor ml. kadetů
- starší žáci - Pražský přebor st. žáků
- mladší žáci - Pražský přebor ml. žáků